# Trembowla
Trembowla (ukr. Теребовля, Terebowla) – miasto rejonowe na zachodniej Ukrainie w obwodzie tarnopolskim, nad rzeką Gniezna, dopływem Seretu.
Miasto królewskie położone było w XVI wieku w województwie ruskim.
Do 17 września 1939 miasto powiatowe w województwie tarnopolskim w Polsce.
W mieście rozwinął się przemysł mleczarski, obuwniczy i cegielniany.

## Historia
Trembowla to jedna z najstarszych osad ziemi halickiej. W 1097 miejscowość po raz pierwszy wzmiankowana w kronikach. W XI wieku była stolicą księstwa Rościsławowiców. Jej rola spadła w 1142, gdy siedziba księcia została przeniesiona do Halicza. W 1340 (według Mychajła Hruszewskiego w 1349) przeszła w posiadanie króla Kazimierza Wielkiego, który zbudował tu zamek, o czym wspominają kroniki Janka z Czarnkowa i Jana Długosza.
Trembowla pełniła również rolę siedziby dla miejscowego królewskiego urzędnika – starosty.

### Panowanie Jagiellonów
W 1389 Władysław Jagiełło wydał w Sieradzu dokument (znany z kopii z 1766), w którym nadał Trembowli prawo magdeburskie, z tym zastrzeżeniem, że w sprawach cywilnych, których wójt i rajcy rozstrzygnąć, by nie zdołali, odnosić się mają do magistratu lwowskiego, celem ostatecznego rozpoznania i uzyskania wyroku. Nadanie to potwierdzali i rozszerzali następni królowie. Król Kazimierz Jagiellończyk, wracając z Kamieńca Podolskiego, zatrzymał się tu 14 września 1448.
W XIV w. istniał w Trembowli drewniany kościół rzymskokatolicki, wzniesiony na lewym brzegu Gniezny, po raz pierwszy wspomniany w 1396 r. Parafię erygowano w 1423 r. przy nowym kościele pw. Wniebowzięcia NMP, również drewnianym, wzniesionym  na prawym brzegu Gniezny. Obie świątynie były z fundacji króla Władysława II Jagiełły.
W XV w. Trembowla stała się siedzibą sądów szlacheckich dla okolicznej szlachty: sądu ziemskiego i sądu grodzkiego, które funkcjonowały do rozbiorów.
W 1498 miasto ucierpiało podczas najazdu hospodara mołdawskiego Stefana III, który pojmanych jeńców kazał stracić w Podhajcach. Po najeździe miasto otrzymało od Jana Olbrachta zwolnienie od podatków na osiem lat.
Gdy 13 marca 1515 Tatarzy napadli na ziemię halicką, przeciw nim ruszył z Buczacza hetman polny koronny Jan Tworowski, prowadząc siedmiuset jezdnych i obronił miasto. W rok później stoczyli tu walkę z czambułami tatarskimi wojewoda podolski Marcin Kamieniecki i wojewoda sandomierski, Stanisław Lanckoroński. W 1534 kasztelan krakowski Andrzej Tęczyński wzniósł tu nowy zamek.

### W I Rzeczypospolitej
Podczas najazdu tatarskiego z 1575 Trembowla, broniona przez Jakuba Pretwicza, uległa zniszczeniu.

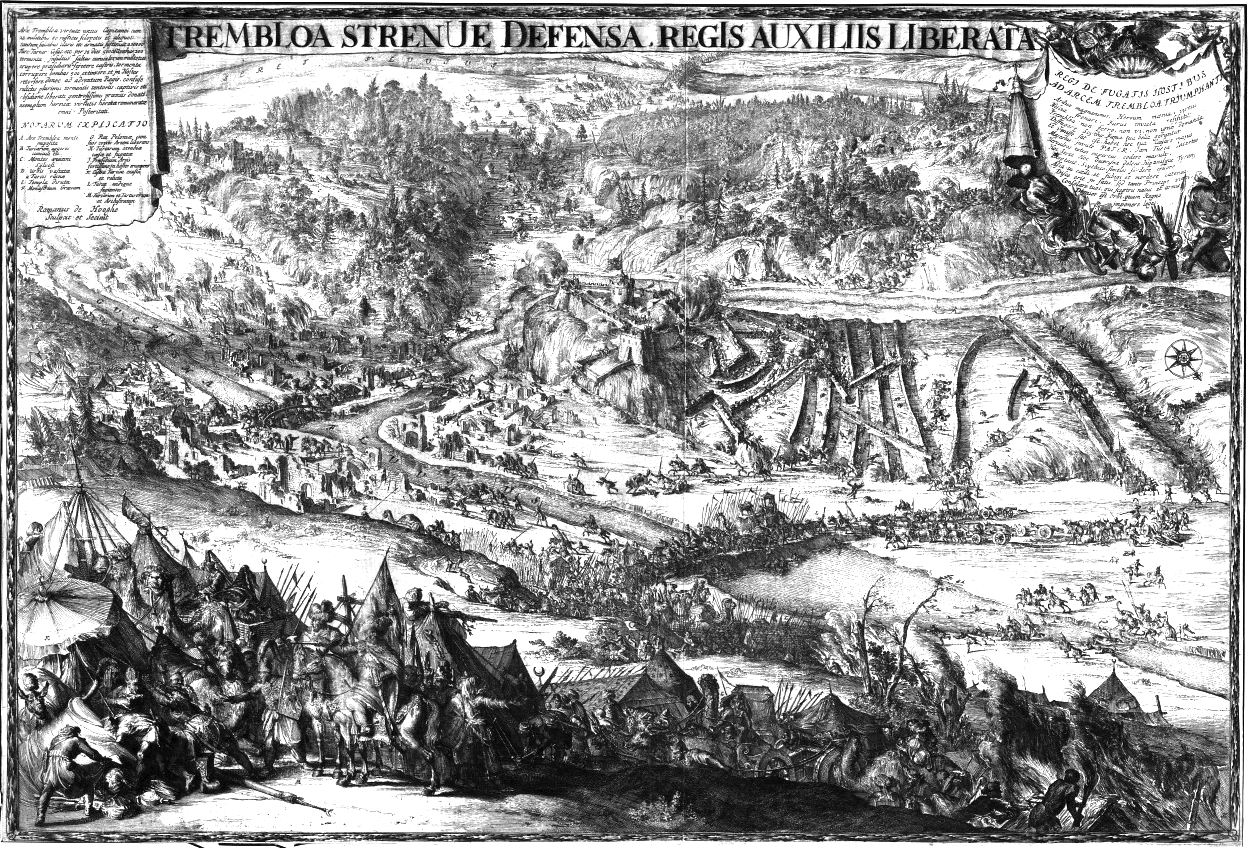
Oblężenie Trembowli

Za Zygmunta III Wazy, w 1594, kozacy Semena Nalewajki wkroczyli na Podole, dotarli do Trembowli i obrabowali mieszczan, zabierając im 160 koni, żywność, zapasy broni, prochu, towarów. W XV, XVI i XVII wieku miasto było niszczone podczas kolejnych wypraw Turków, Tatarów i Kozaków.
20 września 1675 10 tys. Turków przystąpiło do oblężenia zamku w Trembowli. Załoga zamku składała się z 80 żołnierzy piechoty oraz z niewielkiej liczby szlachty wraz z ok. 200 chłopami i mieszczanami z miasteczka i okolicy. Całością obrony dowodził kapitan Jan Samuel Chrzanowski. Załoga, zagrzewana przez żonę komendanta Annę Dorotę, stawiła Turkom zacięty opór i odparła wszystkie szturmy armii tureckiej.
Konfederacja barska zawiązana została przez starostę trembowelskiego Joachima Karola Potockiego i szlachtę w 1768.

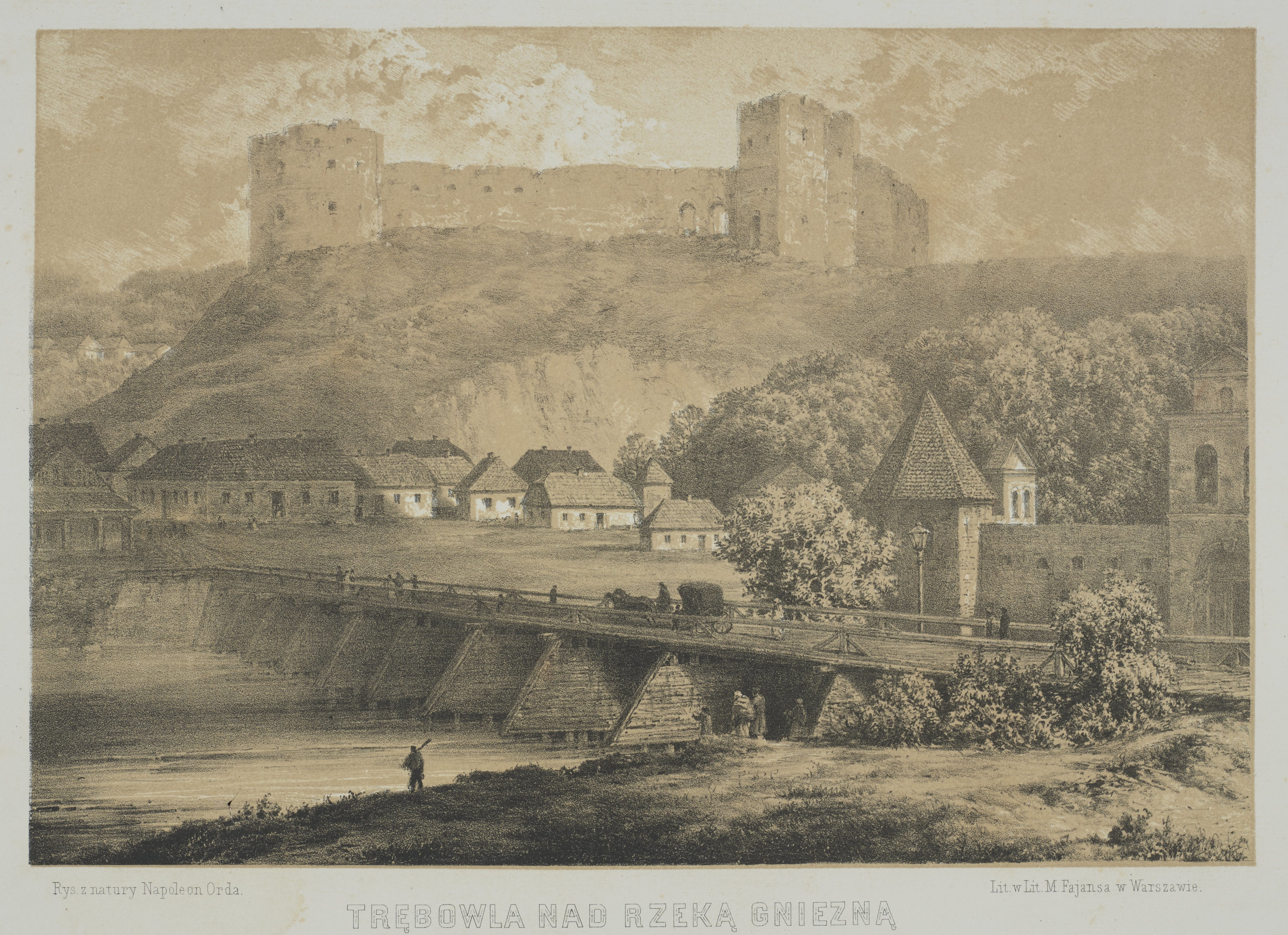
Panorama Trembowli na litografii wg rysunku Napoleona Ordy (1880)

### Pod zaborami

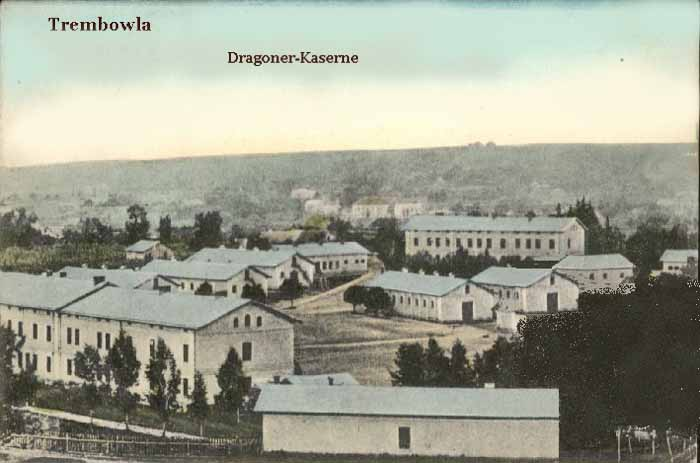
Trembowla na początku XX w.

Na skutek I rozbioru Polski w 1772 miasto zostało zajęte przez Austriaków, zachowując funkcję miasta powiatowego. W 1809 przeszedł na mocy traktatu w Schönbrunnie we władanie Imperium Rosyjskiego. W 1815 na mocy postanowień kongresu wiedeńskiego powrócił do Cesarstwa Austriackiego.
W 1913 miasto liczyło 10 tysięcy mieszkańców, w tym 4 tys. Polaków, 3,2 tys. Rusinów i 2,8 tys. Żydów. W okresie austro-węgierskim poprowadzono przez Trembowlę linię kolejową, wybudowano również stację kolejową. Od 18 listopada 1918 do 9 czerwca 1919 miasto znalazło się we władaniu ZURL.

### Powrót do Polski i II wojna światowa

Przedwojenny herb

W II Rzeczypospolitej Polskiej była to siedziba powiatu trembowelskiego w województwie tarnopolskim. W koszarach w tym czasie stacjonował 9. Pułk Ułanów Małopolskich. W 1939 nadano jej ponownie prawa miejskie.
Od 17 września 1939 do czerwca 1941 i w latach 1944–1991 w ZSRR. W latach 1941–1944 zajęta przez Niemców. W połowie 1941 w Trembowli mieszkało około 1700. Żydów. Do likwidacji getta przystąpiono w 1943. SiPo z Trembowli przy pomocy niemieckiej żandarmerii i ukraińskiej policji dokonała trzech akcji eksterminacyjnych w pobliżu wsi Plebanówka (getto w Trembowli).
W czasie II wojny światowej oddziały UPA, przy czynnym udziale miejscowej cywilnej ludności ukraińskiej, na terenie powiatu trembowelskiego wymordowały około 3000 Polaków. W tym czasie Trembowla była schronieniem dla wielu tysięcy uciekinierów z sąsiednich wiosek. Bezpośredniego ataku UPA na miasto nie było, ale jej członkowie w różnych okolicznościach i różnym czasie zamordowali w mieście 20. Polaków.
W 1945 niemal cała polska ludność Trembowli została zmuszona do opuszczenia swego miasta. Polacy z Trembowli osiedlili się w większych grupach w Koźlu, Prudniku, Nysie, Opolu, Kluczborku, Ścinawie i Lubinie.
W 1989 liczyło 13 622 mieszkańców.
Od sierpnia 1991 Trembowla znajduje się na Ukrainie. Rada Miejska Trembowli nadała honorowe obywatelstwo miasta Trembowli Stepanowi Banderze i Romanowi Szuchewyczowi.
W 2013 liczyło 13 783 mieszkańców.

Archiwalne widoki Trembowli
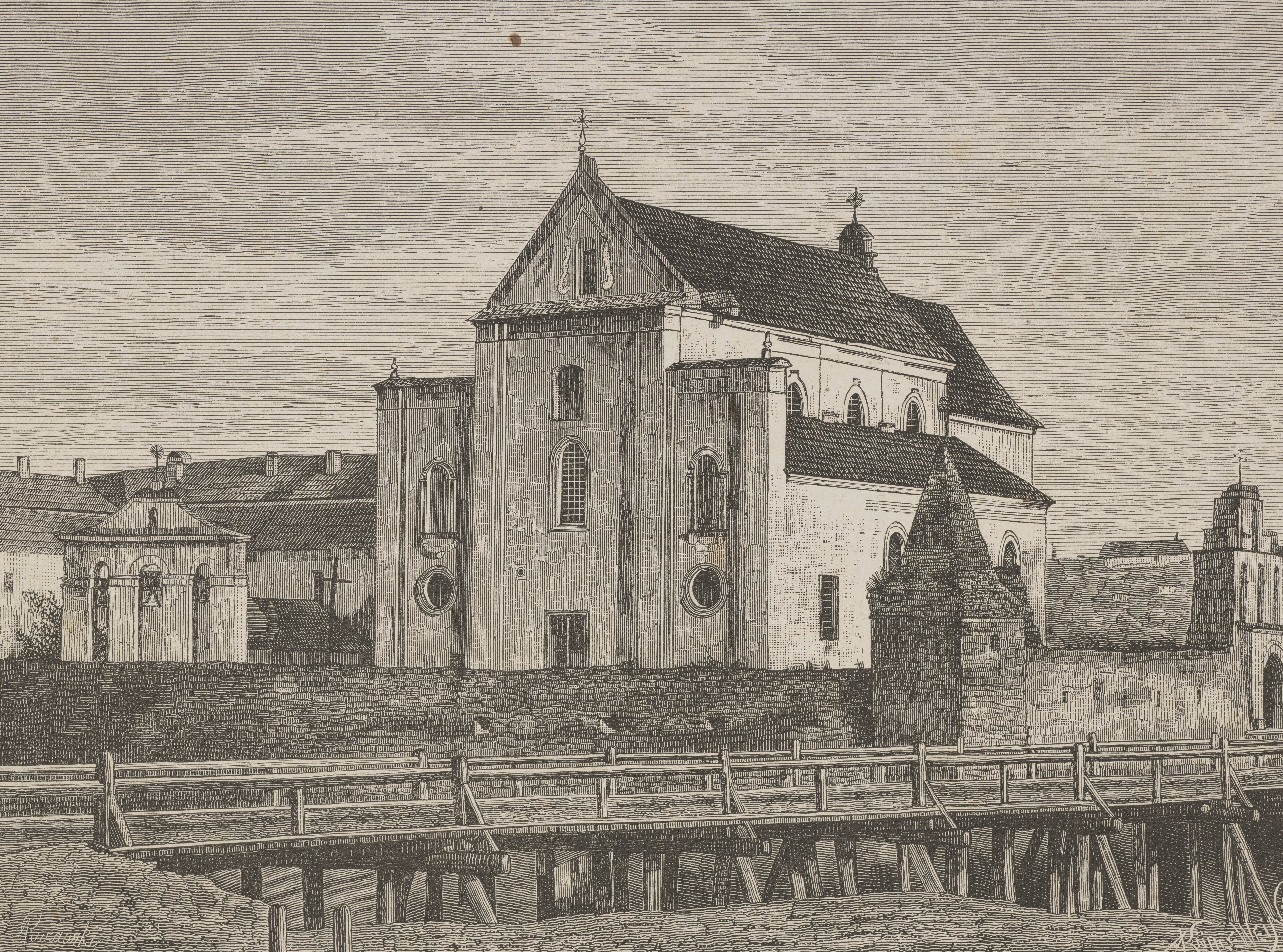
Kościół karmelitów przed 1873
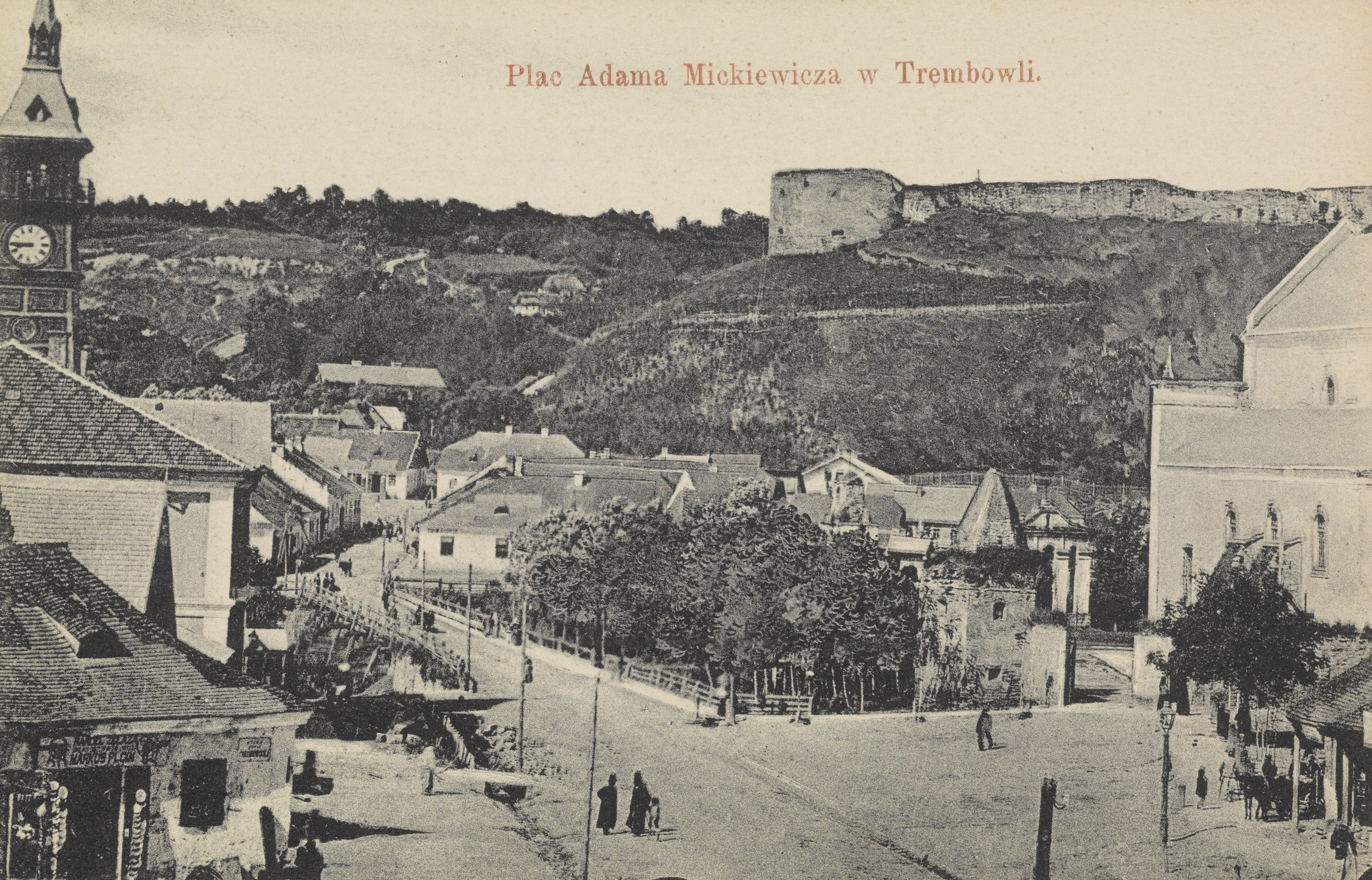
Widok na plac i zamek, przed 1906
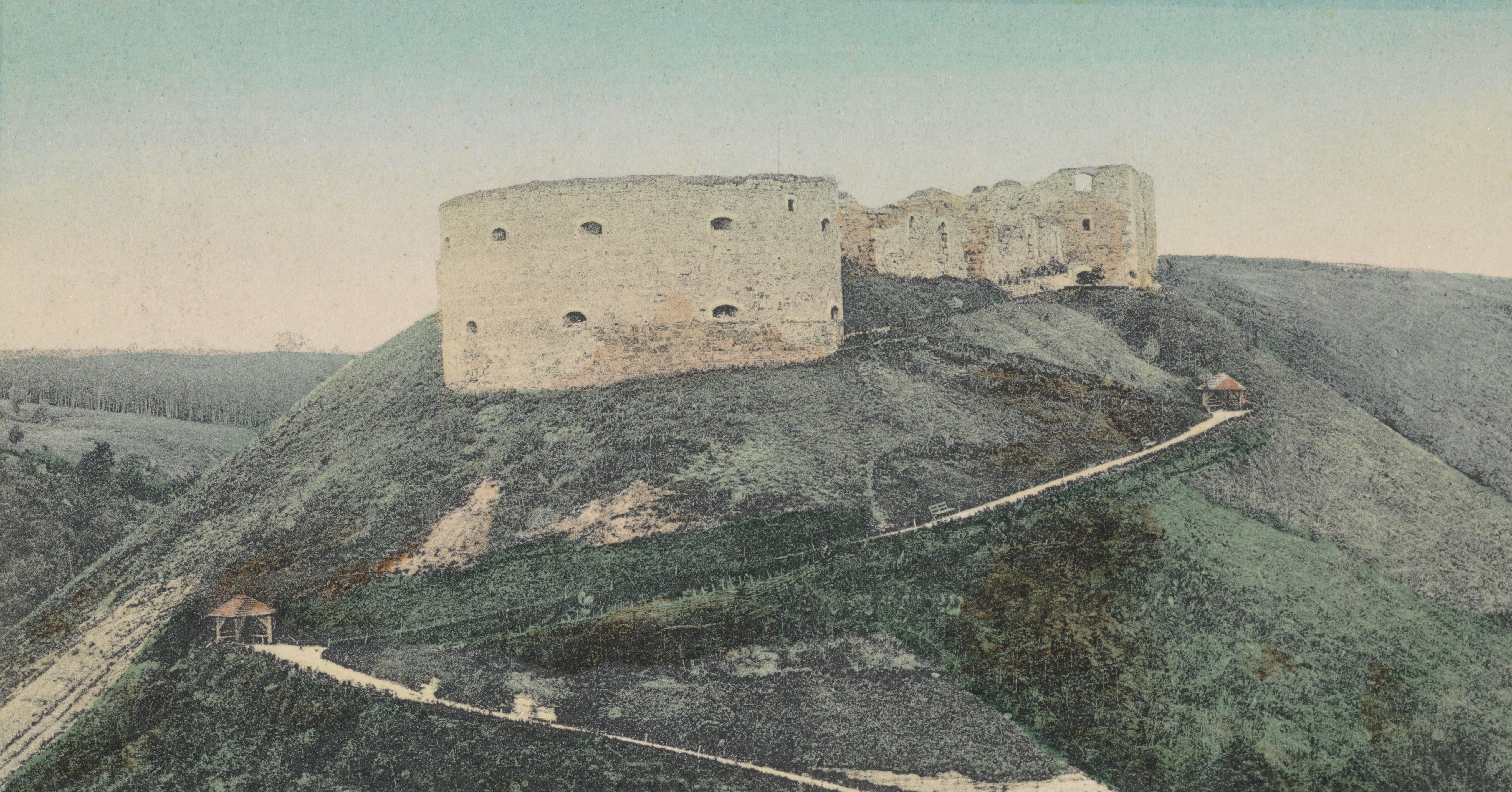
Ruiny zamku, przed 1914
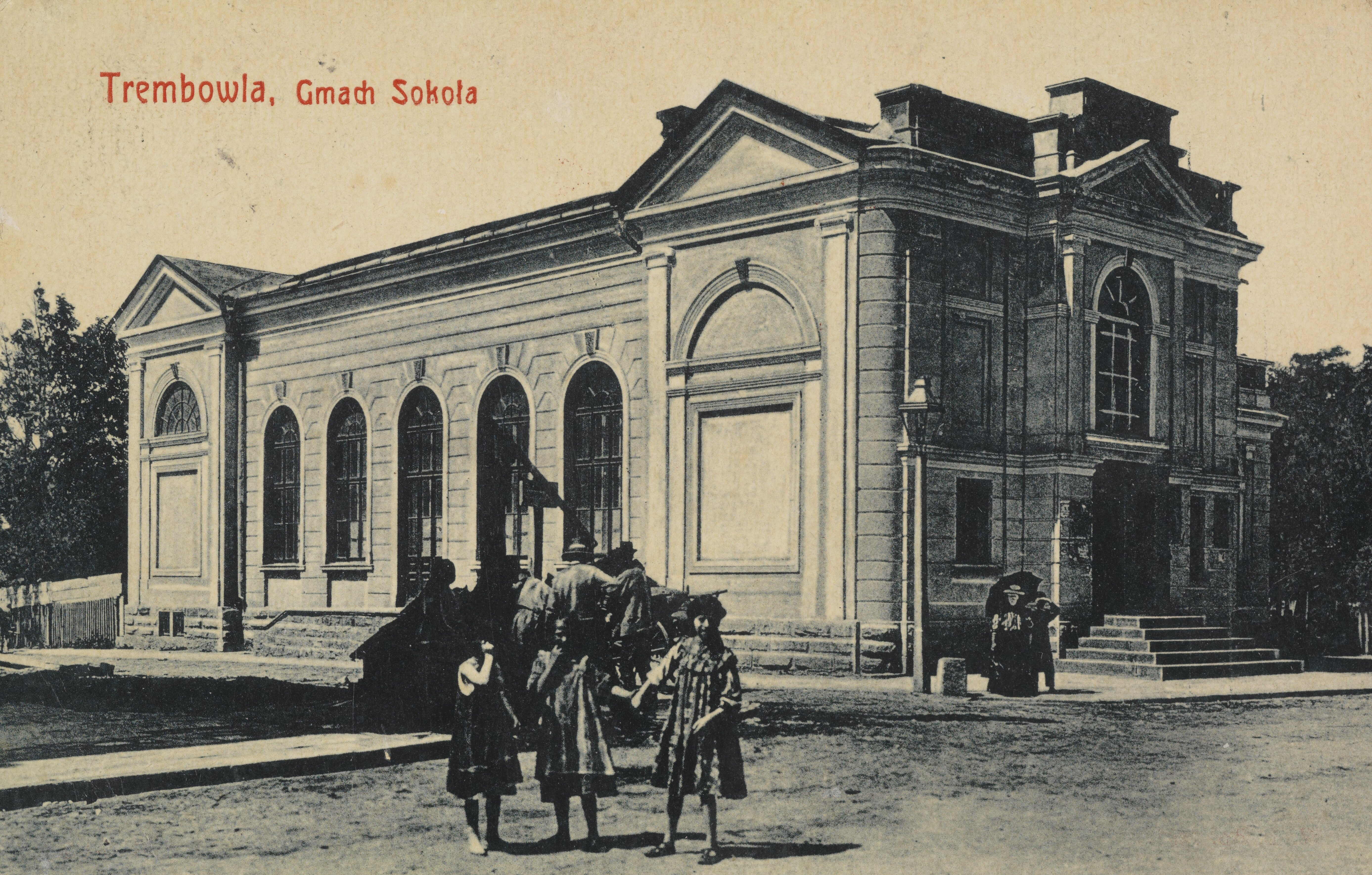
Gmach „Sokoła”, około 1910
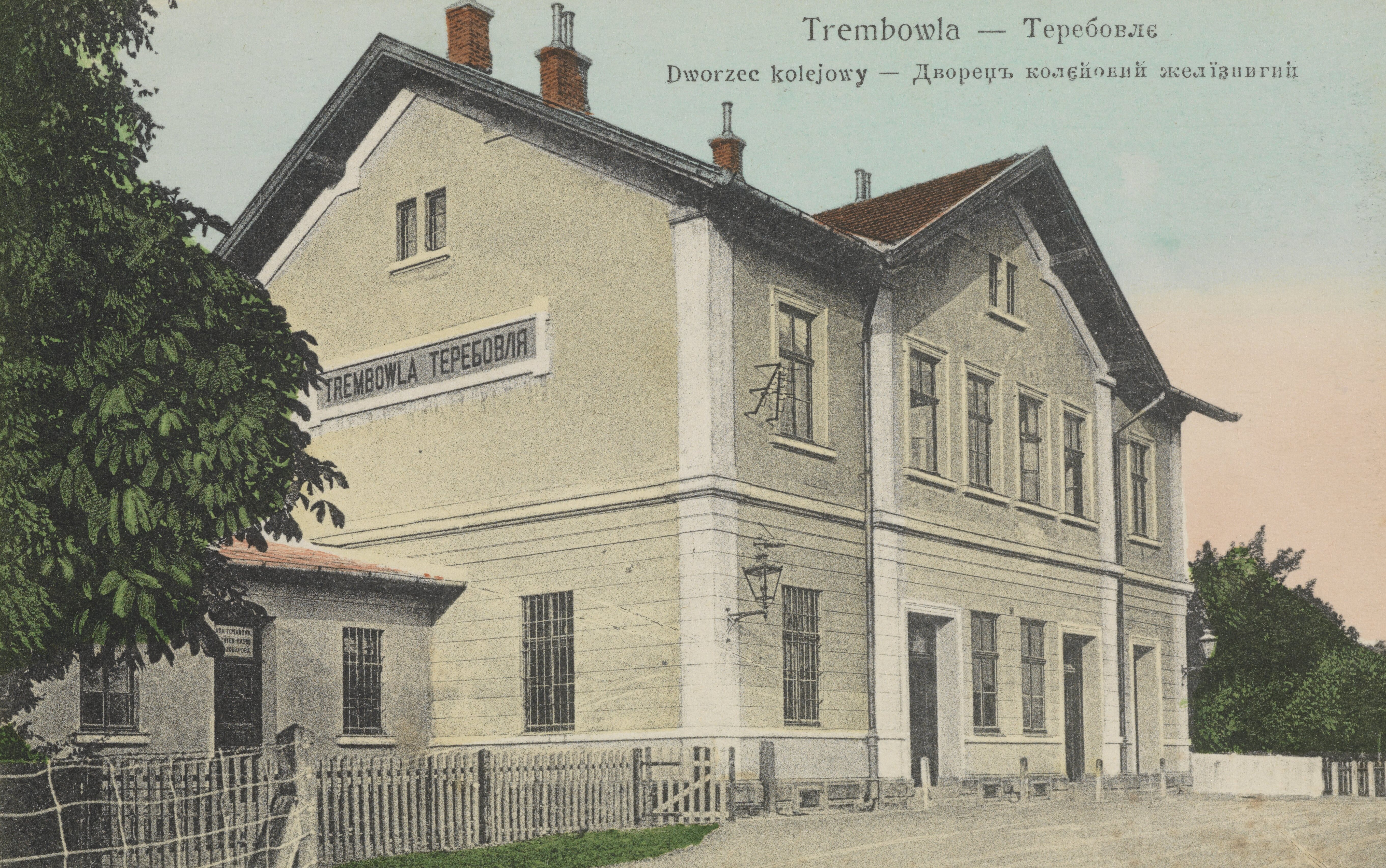
Dworzec kolejowy

## Zabytki

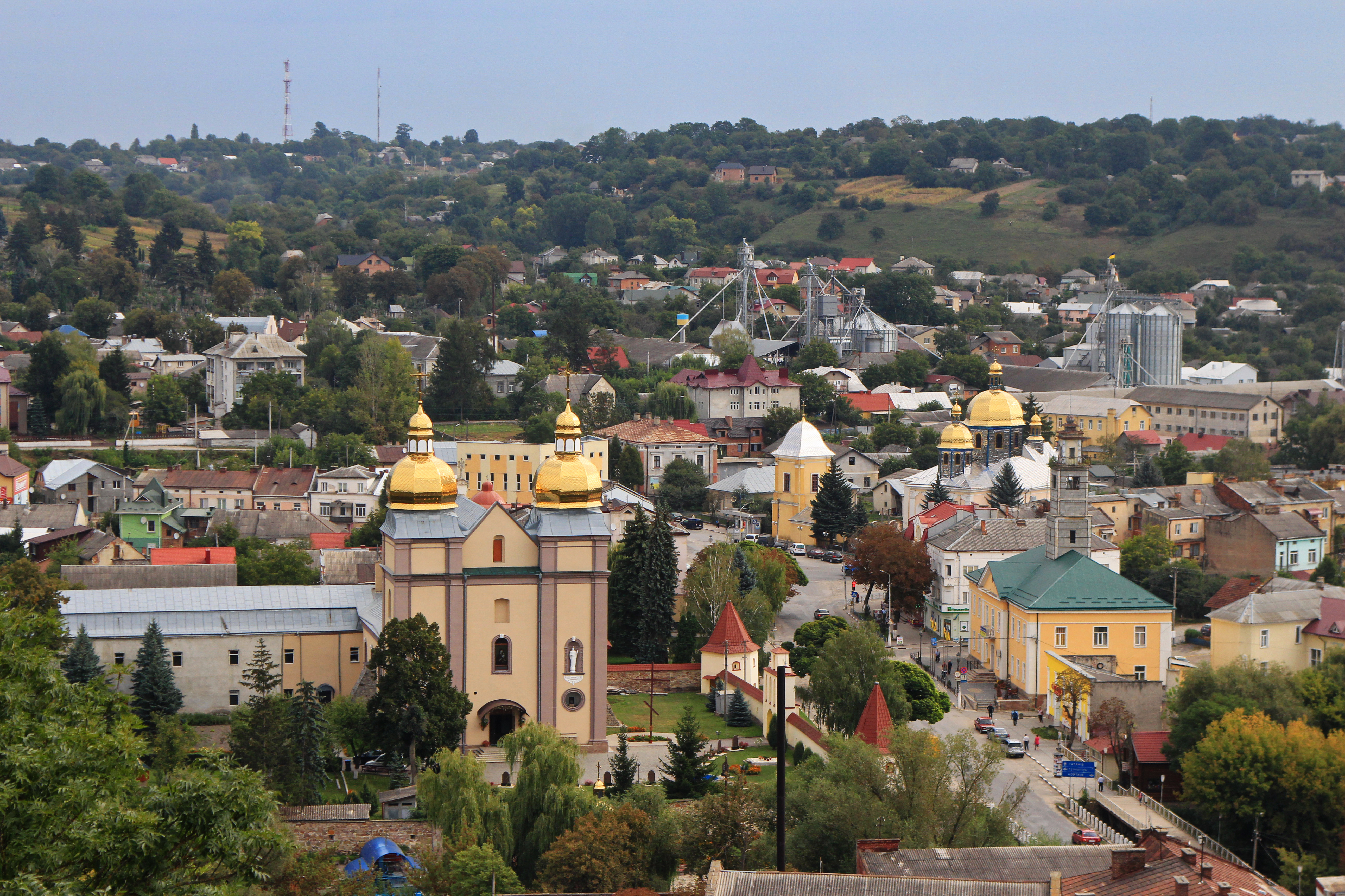
Dawny kościół karmelitów (po lewej), cerkiew św. Mikołaja (po prawej)

- zamek w ruinie, położony na krawędzi jaru rzeczki Gniezny. Zamek zbudował król Kazimierz Wielki w drugiej połowie XIV wieku w miejscu wcześniejszego drewnianego gródka. W 1534 zamek rozbudował kasztelan krakowski Andrzej Tęczyński, a w 1631 przebudował starosta trembowelski Andrzej Bałaban. Kozacy zdobyli go w 1648, lecz po odzyskaniu go przez Polaków stawiał często skuteczny opór Kozakom, Turkom i Tatarom. Zamek stał się ważną twierdzą po zaborze Podola przez Turcję i zasłynął w 1675 bohaterską obroną przed Tatarami i Turkami. Został podstępnie zdobyty 9. maja 1687, a następnie zniszczony przez Tatarów. Z obronnego zamku pozostały jedynie zewnętrzne mury i wały ziemne. U stóp wzgórza zamkowego znajdował się kiedyś pomnik Anny Doroty Chrzanowskiej, zniszczony w 1944 i odtworzony w 2013[17];
- kościół i klasztor oo. karmelitów – ufundowany w roku 1635 przez Piotra Ożgę z Ossy (budowa trwała do 1639). W 1784 r. kościół stał się parafialnym, gdyż fara trembowelska została rozebrana. Znacznym kultem cieszył się znajdujący się tu obraz Matki Bożej Trembowelskiej. Po II wojnie światowej obraz znalazł się w kościele św. Katarzyny w Gdańsku; klasztor natomiast przekształcono w fabrykę ozdób choinkowych, a następnie dom kultury. Obecnie jest to cerkiew Trójcy Przenajświętszej, do której w 1990 dobudowano wieże.
- cerkiew pw. św. Mikołaja Bpa z przełomu XVI i XVII wieku, przebudowana w 1734 roku;
- ratusz w Trembowli
- ruiny obronnego monasteru bazylianów z 1716 roku (w Podgórzanach, 3 kilometry na południe od miasta przy ujściu Gniezny do Seretu), fundowanego w XVI wieku i służącego nawet 200. mnichom. Zachowała się cerkiew, budynek klasztorny, wieża bramna, dwie baszty narożne i inne umocnienia;
- kościół parafialny pw. św. Piotra i Pawła - wzniesiony w 1927 roku według projektu prof. Adolfa Szyszko-Bohusza, z charakterystyczną kolumnadą. Przed 1939 r. parafia liczyła 5200 wiernych, obejmując swym zasięgiem nie tylko miasto, ale i kilka okolicznych wiosek. W czasach ZSRR kościół zamieniony najpierw na spichlerz, a następnie na dom kultury. Oddany wiernym częściowo w 1992 r., a w całości w 2003 r. Posługę duszpasterską w parafii prowadzą księża diecezjalni, wspomagani przez siostry prezentki, której mają tu swój klasztor[18][19].

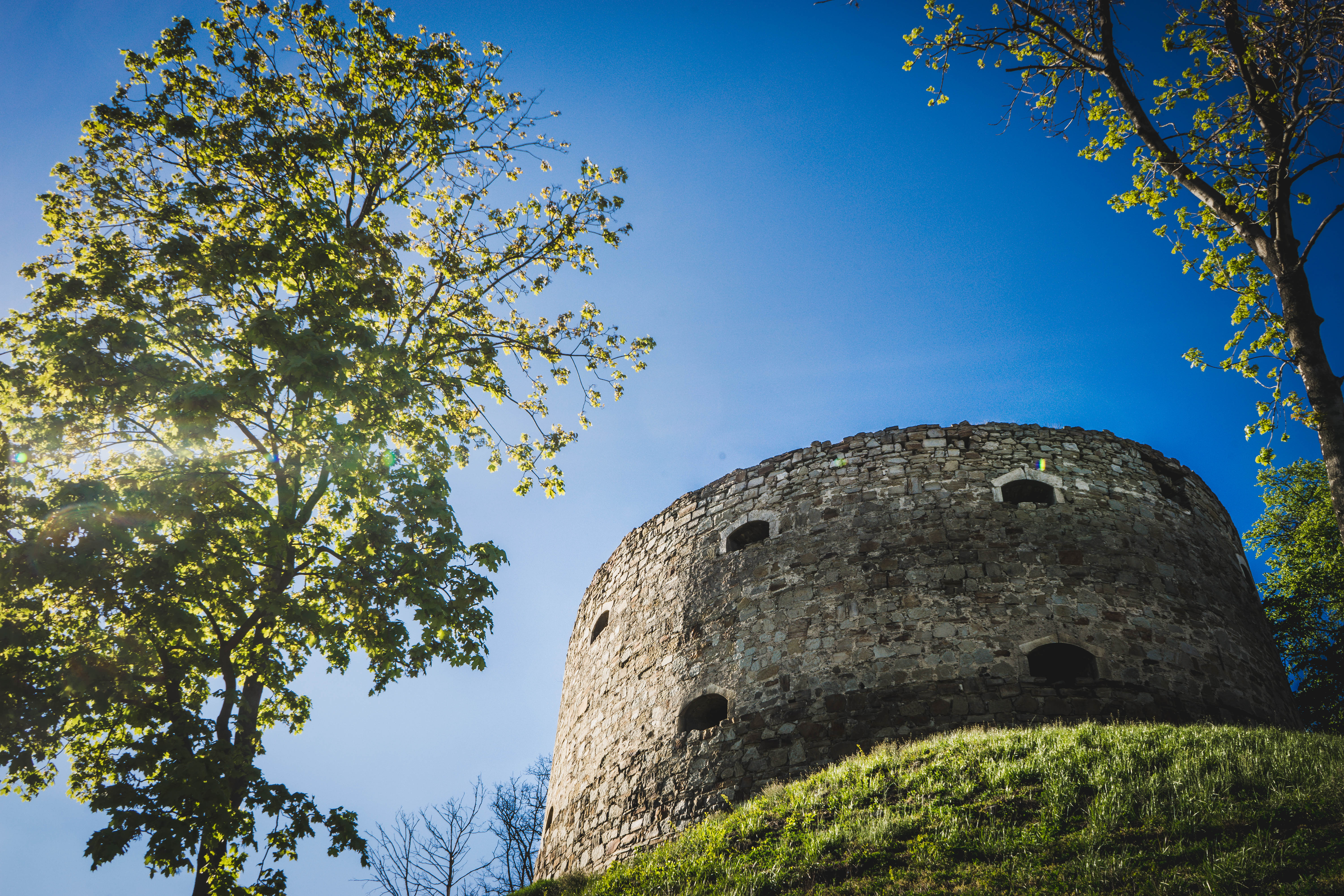
Ruiny zamku
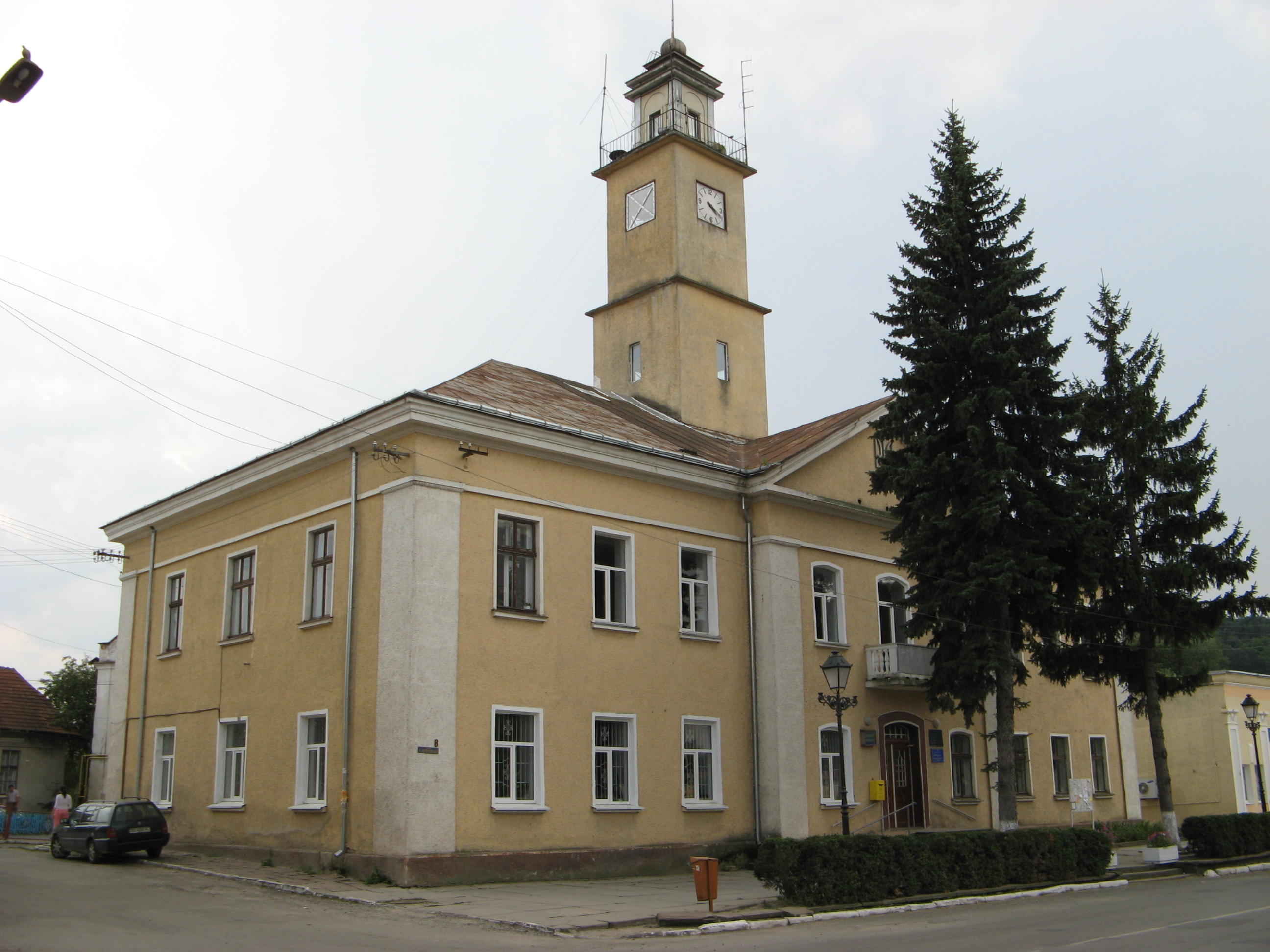
Ratusz
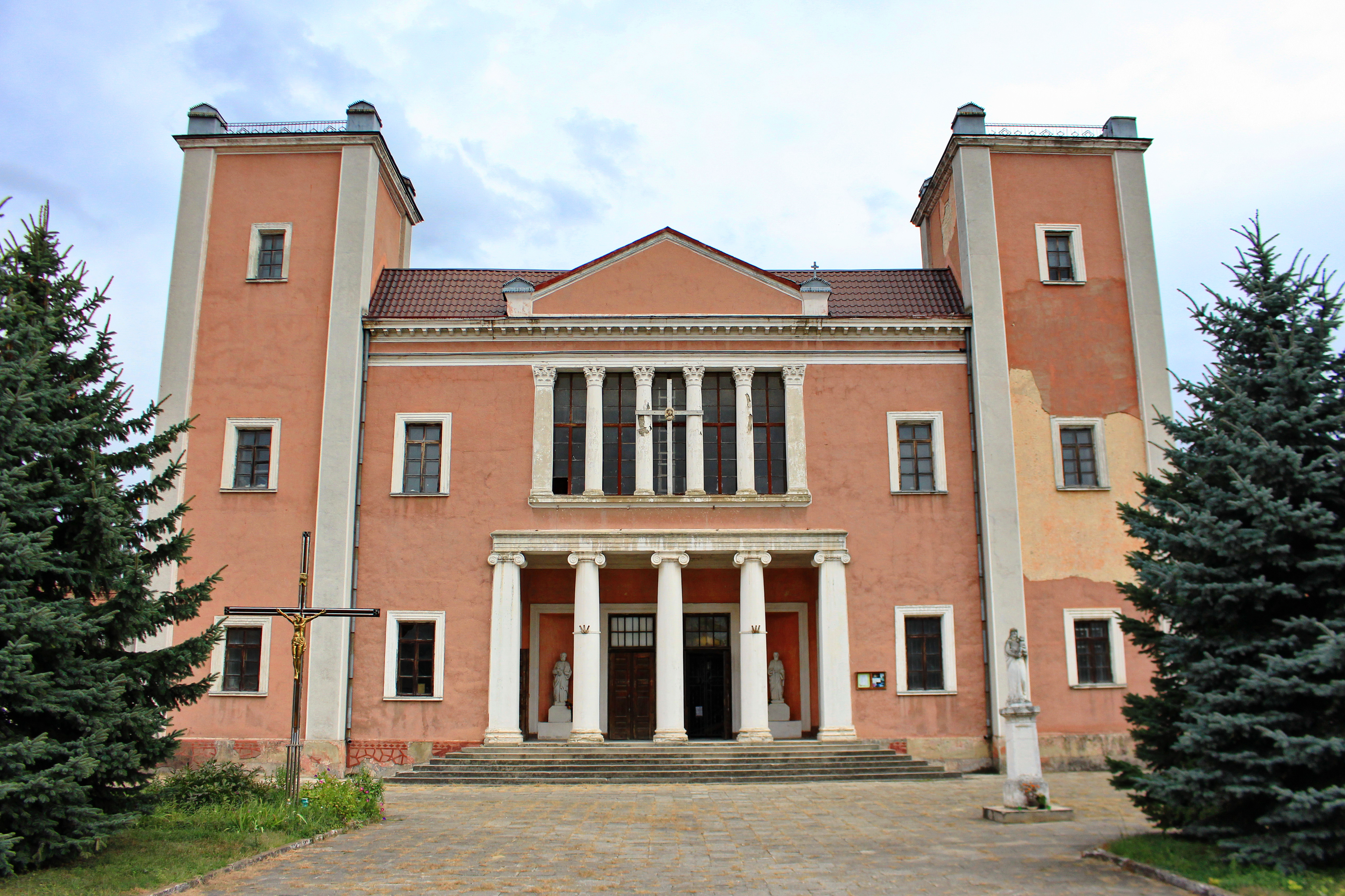
Kościół św. Piotra i Pawła
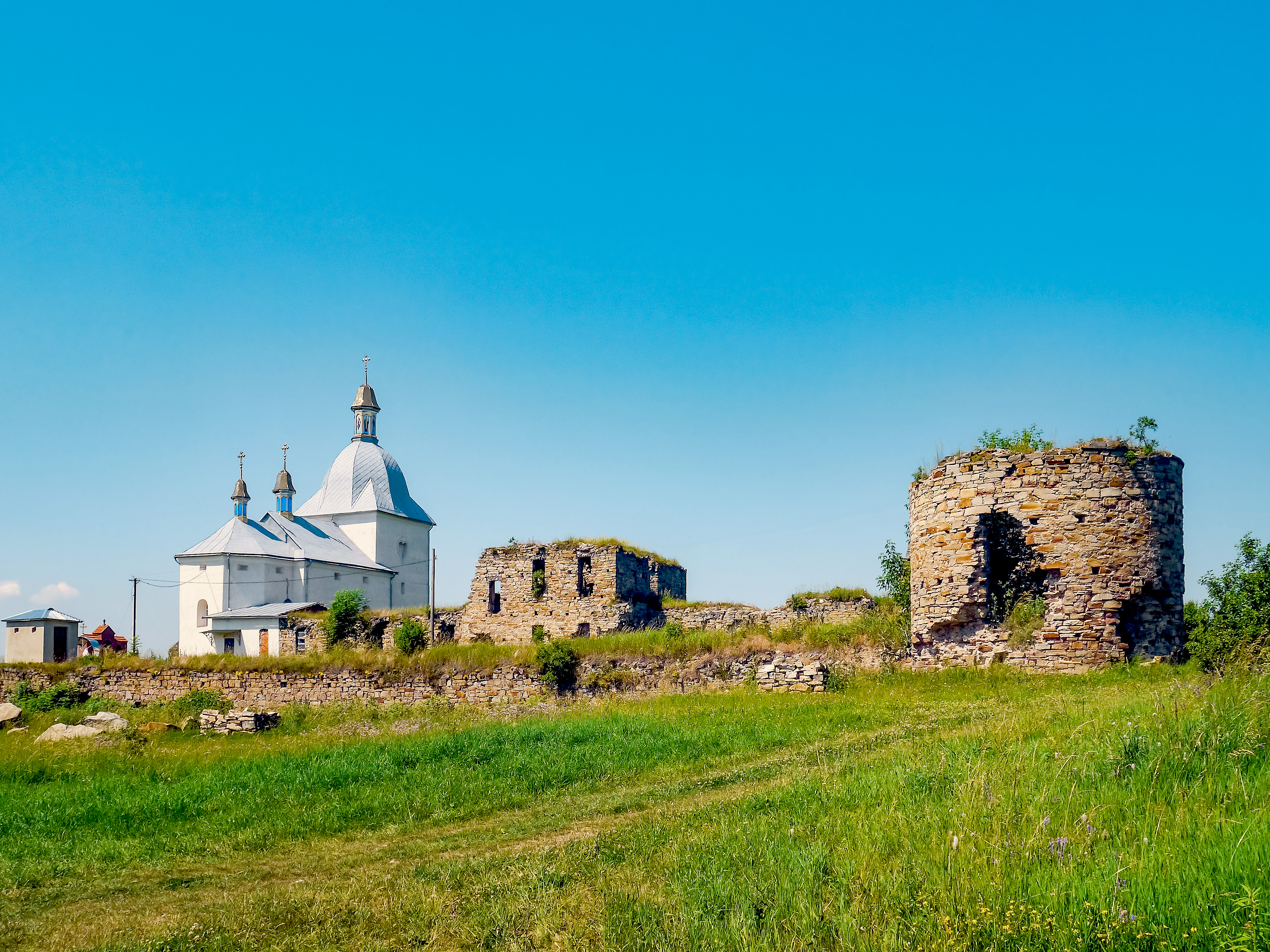
Monastyr bazylianów
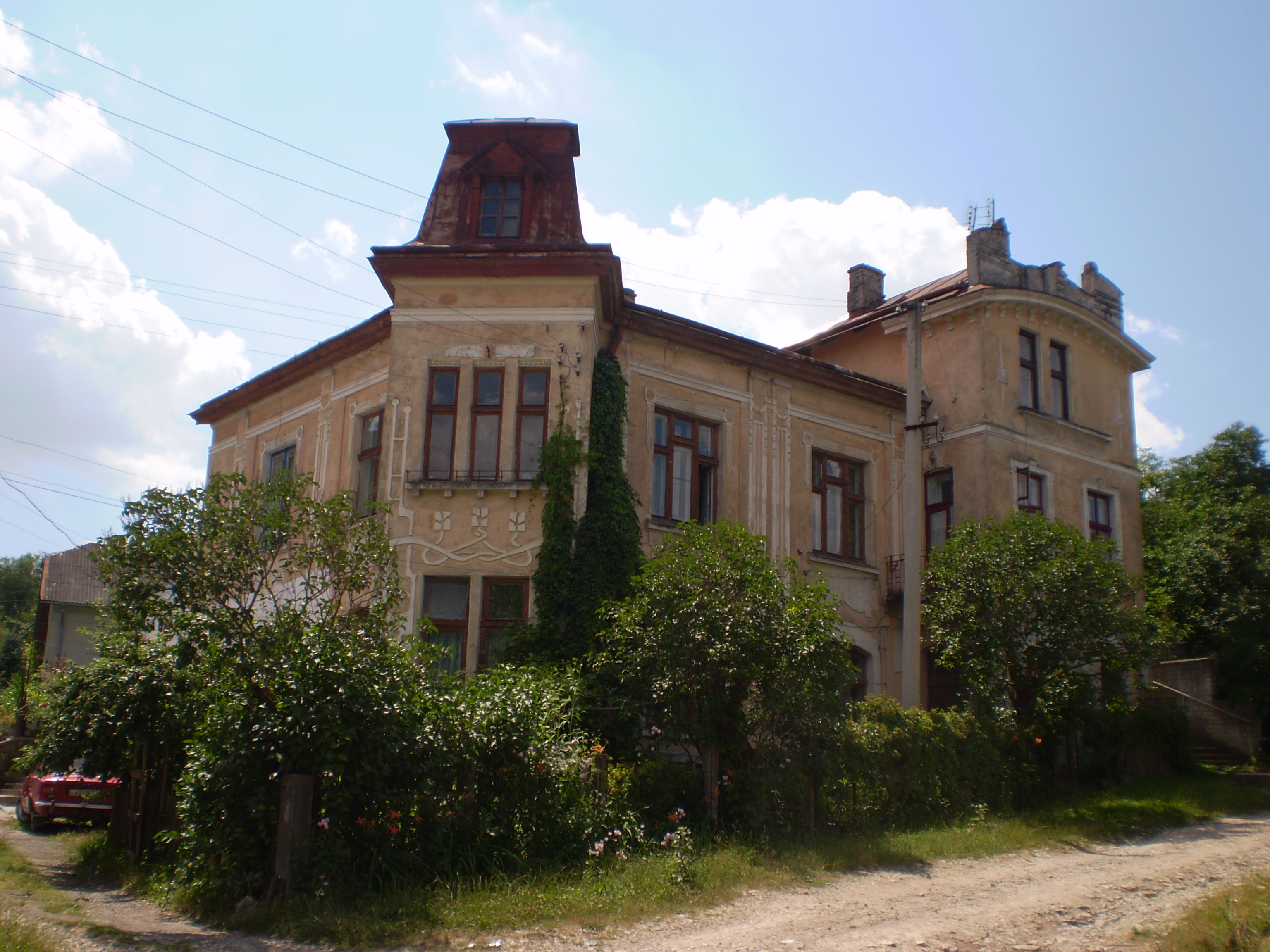
Willa Zakrzewskiego

## Sport
W czasach II RP w mieście istniał klub piłkarski Sparta Trembowla.
5

## Pobliskie miejscowości
- Buczacz
- Budzanów
- Czortków
- Grzymałów
- Kobyłowłoki
- Mikulińce
- Wiśniowczyk

Okolice
Trembowlę okalały kiedyś polskie wioski: Podgórzany, Zieleńcze, na zachód Zaścinocze, na północy wioska Mikulińce i Łoszniów z kościołem oraz zamkiem Dulskich.

## Ludzie urodzeni w Trembowli
- Joanna Jędryka – aktorka
- Ołeh Kupczynśkyj (Kupczynski) – prezes Towarzystwa Naukowego im. Tarasa Szewczenki
- Edward Tabaczkowski – polski duchowny katolicki, Sprawiedliwy wśród Narodów Świata
- Longina Trudzińska – siostra służebniczka starowiejska, zamordowana w 1944 r. w Sahryniu przez ukraińskich policjantów.

## Ludzie związani z miastem
Honorowi obywatele
- Kazimierz Badeni[21]
- Jan Potocki – c.k. starosta powiatowy trembowelski[22]

Burmistrzowie
- Teichmann (ok. 1871)[23].

### Sprawiedliwi wśród Narodów Świata(ratujący Żydów w Trembowli)
Osoby na polskiej liście Sprawiedliwych
- Maria i Dymitr Duszczakowie - ukrywali pięcioro Żydów z rodziny Einlegerów[24]

- Leon i Bronisława Jackowowie - ukrywali 11 Żydów na terenie swojego gospodarstwa[25]
- Julia Paja - wzięła na wychowanie Irenę Pelc[26]

- Tadeusz i Waleria Paribekowie - wzięli na wychowanie Aleksandra Kelbera (ur. 1941)[27]
- Joanna Samołuk - ukrywała Meira Lichtentala i Michelle Lichtentall, pomagała ich rodzinie w getcie[28]

- Henryka Stachowiak - ukrywała Adolfa Fillipsa[29]

- Stefania Szmigielska - ukrywała Jakuba Fillipsa[30]

Osoby na ukraińskiej liście Sprawiedliwych
- Ołeksandr Denicki[31]

## Współpraca zagraniczna
- Kowary[32]